# Jimmy Rogers
Jimmy Rogers (3. června 1924 – 19. prosince 1997) byl chicagský bluesový zpěvák, kytarista a hráč na harmoniku. známý především díky spolupráci s kapelou Muddyho Waterse.

## Vybraná diskografie
- Jimmy Rogers (1984)
- Ludella (1990)[4]
- Jimmy Rogers with Ronnie Earl and the Broadcasters (1991)
- Feelin' Good (1994)
- Sloppy Drunk (1998)
- Blue Bird (1994)
- The Complete Chess Recordings (1997)
- Blues Blues Blues (1999)